# Савченко Сергій Романович
Сергі́й Рома́нович Са́вченко (18 червня 1904 , Скадовськ, Таврійська губернія  — 1966 , Москва ) — радянський діяч органів державної безпеки, народний комісар-міністр державної безпеки Української РСР в 1943–1949 роках, депутат Верховної Ради УРСР 2-го скликання. Член ЦК КП(б)У (1949–1952). Депутат Верховної Ради СРСР 2-го скликання.

## Біографія
Народився 1904 року в сім'ї селянина в місті Скадовську, тепер Херсонська область, Україна. У 1917 році закінчив 4-х класне Скадовське земське училище, у 1920 році закінчив 4 класи Скадовської гімназії. З листопада 1920 по листопад 1921 року працював переписувачем, нічним сторожем, конторником і приймальником зерна у відділі продовольчого постачання 6-ї армії у Скадовску.
У листопаді 1921 — листопаді 1922 року — оперативний робітник Особливого відділу Миколаївської губернської ЧК. У листопаді 1922 — квітні 1923 року — оперативний регістратор, діловод Особливого відділу по охороні границь Чорного і Азовського морів Миколаївської губернської ЧК у місті Скадовську. У квітні — жовтні 1923 року — контролер, старший контролер прикордонного пункту у місті Скадовську. У жовтні 1923 — квітні 1924 року — помічник уповноваженого прикордонного посту ДПУ у місті Скадовську. У квітні — жовтні 1924 року — помічник уповноваженого комендатури 26-го прикордонного загону ОДПУ у місті Очакові.
У жовтні 1924 — вересні 1925 року — курсант Вищої прикордонної школи ОДПУ у Москві. У вересні — грудні 1925 року — уповноважений комендатури 25-го прикордонного загону ОДПУ у місті Тирасполі. У грудні 1925 — лютому 1929 року — помічник коменданта по Секретно-оперативній частині 21-го прикордонного загону ОДПУ у місті Ямполі. У лютому 1929 — вересні 1931 року — помічник коменданта по Секретно-оперативній частині 22-го прикордонного загону ОДПУ у місті Волочиська.
Член ВКП(б) з березня 1930 року.
У вересні 1931 — квітні 1932 року — слухач курсів удосконалення Вищої прикордонної школи ОДПУ у Москві. У квітні 1932 — червні 1933 року — викладач спеціального циклу 3-ї прикордонної школи ОДПУ у Москві.
У червні 1933 — липні 1934 року — помічник інспектора оперативного відділу Управління прикордонної охорони і військ ДПУ Української РСР. У липні 1934 — серпні 1936 року — помічник інспектора оперативного відділу Управління прикордонної охорони НКВС Української РСР. У серпні 1936 — серпні 1937 року — начальник відділення оперативного відділу Управління прикордонної і внутрішньої охорони НКВС Української РСР.
У серпні 1937 — липні 1938 року — начальник штабу 2-го прикордонного загону НКВС у місті Рибниці. У липні 1938 — травні 1939 року — начальник 24-го прикордонного загону НКВС у місті Олевську. У травні — листопаді 1939 року — начальник 5-го відділу, заступник начальника Управління прикордонних військ НКВС Української РСР.
6 листопада — 4 грудня 1939 року — начальник Управління НКВС УРСР по Станіславській області. У грудні 1939 — жовтні 1940 року — начальник 5-го відділу, заступник начальника Управління прикордонних військ НКВС Української РСР. У жовтні 1940 — квітні 1941 року — т.в.о. начальника 5-го відділу УДБ НКВС Української РСР.
1 квітня — 12 серпня 1941 року — заступник народного комісара державної безпеки Української РСР. 12 серпня 1941 — 30 квітня 1943 року — заступник народного комісара внутрішніх справ Української РСР.
7 травня (офіційно 25 жовтня) 1943 — 24 серпня (офіційно 4 листопада) 1949 року — народний комісар-міністр державної безпеки (МДБ) Української РСР.
Навесні 1947 року Савченко, як Міністр держбезпеки УРСР, видає наказ із завданням «у найкоротші терміни ліквідувати бандитизм та національне підпілля на території західних областей України». Відповідно до цього наказу, операцію «Захід» (виселення населення жителів Західної України) радянська влада розпочала 21 жовтня 1947 року. Депортації підлягали усі повнолітні й неповнолітні родичі повстанців і ті, кого підозрювали у зв'язках з УПА.
24 серпня 1949 — 2 листопада 1951 року — 1-й заступник голови Комітету інформації при Міністерстві закордонних справ СРСР. 2 листопада 1951 — 5 січня 1953 року — начальник 1-го головного управління МДБ СРСР. 3 листопада 1951 — 11 березня 1953 року — заступник міністра державної безпеки СРСР.
17 березня — 21 травня 1953 року — 1-й заступник начальника 2-го головного управління МВС СРСР. 21 травня — 28 вересня 1953 року — начальник 7-го відділу, заступник начальника 2-го головного управління МВС СРСР. 28 вересня — 19 грудня 1953 року — у розпорядженні управління кадрів МВС СРСР. У грудні 1953 — листопаді 1954 року — начальник Особливого відділу МВС-КДБ Управління будівельних військ Будівництва № 508 (Московський район протиповітряної оборони). У лютому 1955 року — звільнений у запас.

## Звання
- майор (4.09.1938)
- полковник (22.06.1939)
- майор держбезпеки (28.05.1941)
- комісар держбезпеки (14.02.1943)
- комісар держбезпеки 3-го рангу (18.03.1944)
- генерал-лейтенант (9.07.1945)

## Нагороди
- два ордена Леніна (23.01.1948; 25.07.1949)
- чотири ордена Червоного Прапора (20.09.1943; 3.11.1944; 10.04.1945; 29.10.1948)
- орден Кутузова 2-го ст. (20.10.1944)
- орден Богдана Хмельницького 2-го ст. (2.05.1945)
- орден Червоної Зірки (14.02.1941)
- шість медалей
- почесний знак «Заслужений працівник НКВС» (28.05.1941)